# For Recreational Use Only
For Recreational Use Only è il tredicesimo album in studio del cantante country americano Blake Shelton. È stato pubblicato il 9 maggio 2025 da Wheelhouse Records.

## Contesto
Blake Shelton ha iniziato a scrivere i brani dell'album dopo il successo di Pour Me a Drink, la sua collaborazione con Post Malone; secondo Shelton, il successo della collaborazione "ha acceso un fuoco dentro" di se. L'album è stato annunciato il 14 marzo 2025.

## Tracce
1. Stay Country or Die Tryin' – 3:41 (Beau Bailey, Graham Barham, Sam Ellis, Drew Parker)
2. Texas – 2:49 (Johnny Clawson, Josh Dorr, Lalo Guzman, Kyle Sturrock)
3. Hangin' On (featuring Gwen Stefani) – 3:26 (Ellis, Greylan James, Charles Kelley)
4. Strangers – 3:21 (Zach Crowell, Michael Hardy, Jameson Rodgers)
5. Let Him in Anyway – 3:17 (Zach Abend, Kyle Clark, Hardy, Carson Wallace)
6. Heaven Sweet Home (featuring Craig Morgan) – 3:41 (Sarah Buxton, Jake Rose, Chris Tompkins)
7. Life's Been Coming Too Fast – 3:10 (David Lee Murphy, Lindsay Rimes, Craig Wiseman)
8. Don't Mississippi – 3:07 (Ross Copperman, Ben Hayslip, Shane McAnally, Josh Osborne)
9. All of My Love – 3:39 (Blake Shelton, Matt McGinn, Colton Swon, Zach Swon)
10. Cold Can – 3:06 (Andrew DeRoberts, Osborne, Bobby Pinson)
11. The Keys – 2:51 (Brock Berryhill, Jay Brunswick, Pinson)
12. Years (featuring John Anderson) – 3:48 (Anderson, John Anderson, Dan Auerbach, David Ferguson, Pat McLaughlin)